# Acacia alpina
Espèce
Classification phylogénétique
Acacia alpina est une espèce de plantes à fleurs du genre Acacia et de la famille des Fabaceae. C'est un arbuste ou un petit arbre des régions montagneuses d'Australie.

## Répartition

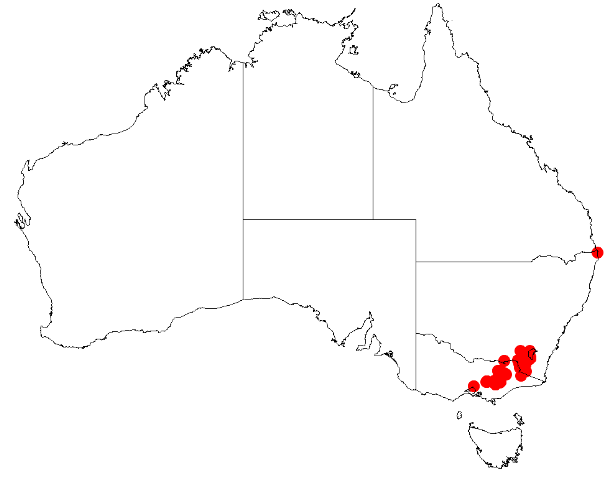
Carte de répartition dAcacia alpina.

L'espèce est trouvée en Nouvelle-Galles du Sud, dans le Territoire de la capitale australienne et dans le Victoria.